# Laredo, Michoacán de Ocampo
Laredo är en ort i Mexiko.   Den ligger i kommunen Coeneo och delstaten Michoacán de Ocampo, i den centrala delen av landet, 270 km väster om huvudstaden Mexico City. Laredo ligger 1 994 meter över havet och antalet invånare är 391.
Terrängen runt Laredo är kuperad åt sydost, men åt nordväst är den platt. Runt Laredo är det ganska tätbefolkat, med 108 invånare per kvadratkilometer. Närmaste större samhälle är Zacapú, 17,1 km väster om Laredo. I omgivningarna runt Laredo växer huvudsakligen savannskog.